# Municipio de Liberty (condado de Henry, Ohio)
El municipio de Liberty (en inglés: Liberty Township) es un municipio ubicado en el condado de Henry en el estado estadounidense de Ohio. En el año 2010 tenía una población de 2581 habitantes y una densidad poblacional de 30,58 personas por km².

## Geografía
El municipio de Liberty se encuentra ubicado en las coordenadas 41°26′54″N 84°4′6″O / 41.44833, -84.06833. Según la Oficina del Censo de los Estados Unidos, el municipio tiene una superficie total de 84.39 km², de la cual 82,79 km² corresponden a tierra firme y (1,89 %) 1,6 km² es agua.

## Demografía
Según el censo de 2010, había 2581 personas residiendo en el municipio de Liberty. La densidad de población era de 30,58 hab./km². De los 2581 habitantes, el municipio de Liberty estaba compuesto por el 97,02 % blancos, el 0,23 % eran afroamericanos, el 0,39 % eran amerindios, el 0,15 % eran asiáticos, el 0,81 % eran de otras razas y el 1,39 % eran de una mezcla de razas. Del total de la población el 3,53 % eran hispanos o latinos de cualquier raza.